# Kápolnás
Kápolnás (románul: Căpâlnaș, helyi nevén Căpăriaș) falu Romániában, Arad megyében.

## Fekvése
Lippától 60 km-re kelet–délkeletre, a Marostól délre fekszik.

## Története
Először 1369-ben említik, Capolna néven. Határában, a Birtalan-dombon egy középkori lakótorony alapjait ásták ki, amelyet 65 × 60 méteres sáncok kerítettek. Ez talán az 1427-ben Zaad, 1479-ben Zadya néven feljegyzett erődítménnyel azonosítható.
1791-ben mezővárosi rangot kapott, vásártartási joggal. Házait ekkor vonták össze utcarendbe. A 19. század folyamán híresek voltak marhavásárai, melyeket 1828-ban 48 faluból látogattak. Ugyanekkor 1387 lakosa volt. 1853-ban a Mocsonyi család vásárolta meg a Zichyektől. Jelentős volt mészégetése.
Krassó vármegyéhez, 1880-tól Krassó-Szörény vármegye Marosi járásához tartozott.

## Népessége
1900-ban 1506 lakosából 1450 volt román, 36 magyar és 12 német nemzetiségű; 1448 ortodox és 35 római katolikus vallású.

2002-ben 1000 lakosából 843 volt román és 149 cigány nemzetiségű; 881 ortodox, 63 baptista és 48 pünkösdista vallású.

## Látnivalók
- A Mocsonyi–Teleki-kastélyt Alexandru Mocsonyi földbirtokos építtette az 1860-as évek végén. A terveket a versailles-i Kis-Trianon kastélyt követve a későbbi világhírű bécsi építész, Otto Wagner készítette.[4] 1964-ben fölújították, jelenleg pszichiátriai szanatóriumként működik. 1934-ben a kastély vendége volt Patrick Leigh Fermor, aki így írt házigazdáiról, az entomológus és limerickgyűjtő Teleki Jenőről és feleségéről, Mocsonyi Tinkáról: "Jenő gróf, az egyik legrégibb erdélyi magyar arisztokrata család sarja, akár a legutolsó falusi kisnemes, teljes szívvel osztozott a háború utáni általános magyar sértettségben, bár nemigen juttatta kifejezésre; Tinka grófné viszont, ha alkalom adódott, diszkrét ékesszólással az ellenkező oldalon foglalt állást. Valahányszor egyikük valamilyen ellentétes véleményt hangoztatott, a másik négyszemközt megmagyarázta a vendégnek, hogy az szamárság."[5]
- A barokk ortodox templom 1826-ból, ikonosztáza 1858-ból való. A falu korábbi fatemplomát 1826-ban Marosgórósra szállították.

## Híres emberek
- A kastély tulajdonosa és lakója volt Alexandru Mocsonyi magyarországi román politikus.

## Források

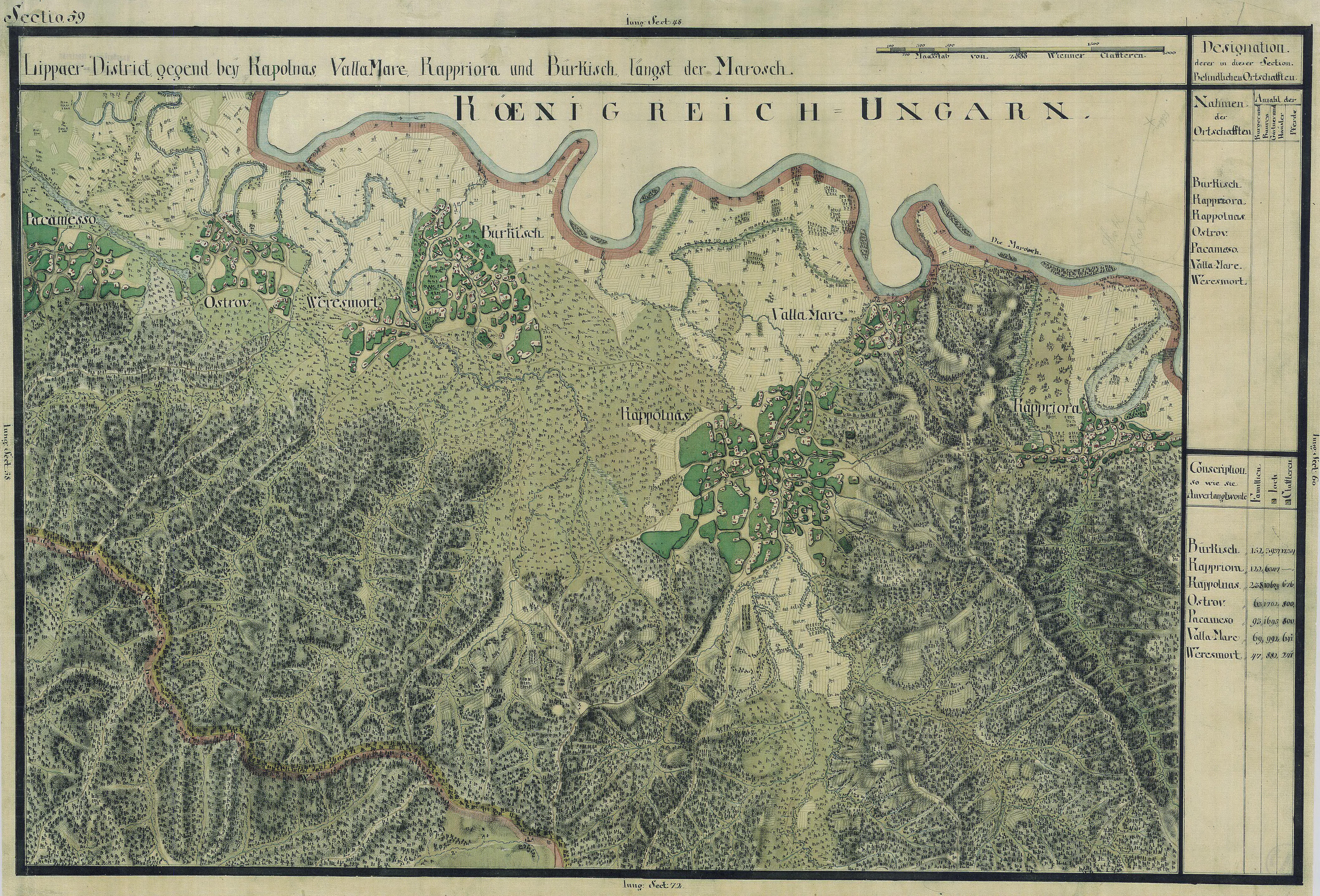
Kápolnás egy 1769–72-ben készült térképen